# Bishop Burton
Bishop Burton is een civil parish in het bestuurlijke gebied East Riding of Yorkshire, in het Engelse graafschap East Riding of Yorkshire met 696 inwoners.